# Chiesa di San Francesco (Treviso)
La chiesa di San Francesco è un luogo di culto cattolico che si trova a Treviso.

## Storia
Nei primi anni del XIII secolo il comune di Treviso emanò degli Statuti che permettevano agli ordini mendicanti di insediarsi all'interno delle mura. Un esiguo gruppo di frati minori, inviati dallo stesso Francesco d'Assisi, giunse così a Treviso nel 1216, e prese sede a nord-est del centro cittadino, nella zona oltre il Cagnan Grande. In quest'area, che la tradizione vuole concessa loro dai Da Camino, i francescani edificarono un semplice convento e una cappella intitolata alla Vergine Maria.
La comunità divenne presto numerosa e nel 1231 si cominciò a costruire la chiesa e il convento. Il comune elargì la somma di mille lire per i lavori. Nel 1270 vennero ultimate le costruzioni. Un ruolo importante nella dotazione del convento lo ebbe Gherardo da Camino, forse per un atto di riparazione per l'uccisione di Giacomo Casale, vescovo di Feltre e frate minore, avvenuta nel 1298.
Le maggiori famiglie trevigiane ebbero una propria cappella in questa chiesa: oltre alla grandiosa arca dei da Camino, si possono ricordare le scomparse tombe dei Bonaparte, dei Brandolini, dei Coderta, dei Rovèr, dei Rinaldi, dei Sugana, dei Calandri.
Essendo una chiesa di regolari, nel 1797 la chiesa fu occupata dai Francesi e i frati minori conventuali furono espulsi. Nel 1806 il convento venne soppresso dalle leggi del Regno d'Italia. La chiesa fu così adibita a scopi militari e come stalla, mentre i due grandi chiostri vennero demoliti.
Soltanto nel 1928, dopo un restauro, fu riaperta. La chiesa, di proprietà del Comune di Treviso, è stata nuovamente affidata all'animazione pastorale dei frati francescani conventuali. Non è una chiesa parrocchiale, essendo compresa nel territorio di Santa Maria Maddalena.

## Descrizione

### Architettura

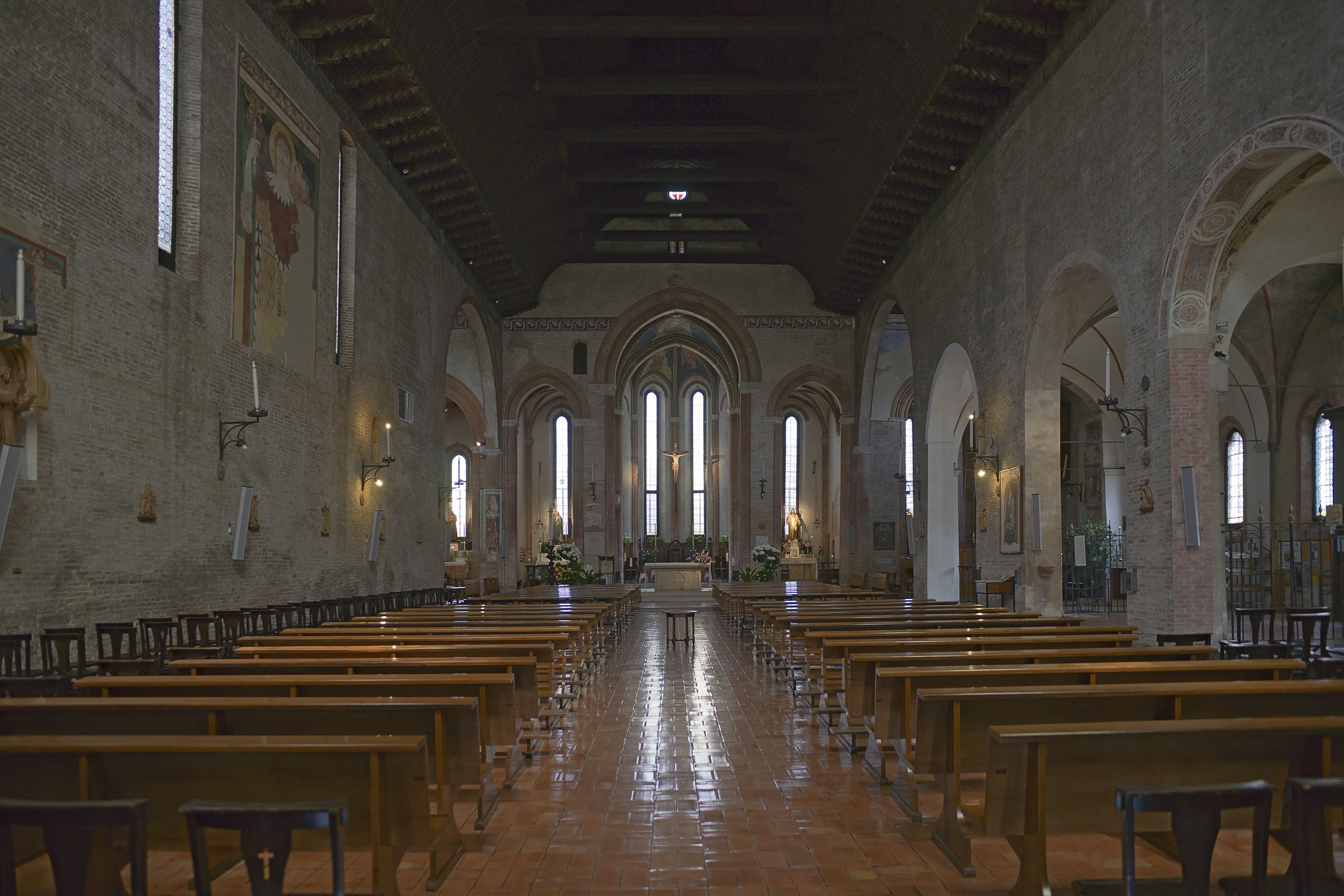
Interno

Ad un francescano, fra' Benvenuto delle Celle, secondo la tradizione autore anche del progetto per la chiesa di San Nicolò, si deve forse il disegno della chiesa. Alla grandiosità del tempio domenicano si oppone la struttura semplice e severa, di transizione fra il romanico e il primo gotico, di San Francesco.
La facciata a capanna, così come i due fianchi, è decorata da lesene coronate da piccoli archi, e presenta sopra il portale una lunetta con un affresco bizantineggiante.
La chiesa presenta una pianta a croce latina, con un'unica, grande, navata, coperta da un soffitto ligneo a carena di nave. Sulla destra è presente una navatella costituita dall'unione di cinque cappelle laterali, coperte da volte a crociera in muratura che formano così cinque campate.

### Opere d'arte
Nella lunetta sopra il portale si trova un affresco bizantineggiante, attribuito a Marco Veneziano con una datazione al quarto decennio del Trecento.
All'interno, sulla parete sinistra, si incontra un gigantesco affresco raffigurante San Cristoforo, opera romanico-bizantina di fine Duecento. Sulle vele della volta della cappella maggiore dell'abside si trovano i Quattro Evangelisti, le Stigmate di san Francesco, una Madonna con il Bambino e Adamo, di scuola veneto-emiliana trecentesca, probabilmente opera di un allievo di Tommaso da Modena.
Nella prima cappella a sinistra (cappella Giacomelli) è presente un affresco di Tommaso da Modena che raffigura la Madonna col Bambino e sette santi (1350), vero capolavoro artistico della chiesa e testimonianza del raffinato stile gotico del maestro emiliano allora attivo in città. Tre dei santi, comunque, sono stati aggiunti in seguito da allievi di Tommaso.
Nella seconda cappella a sinistra vi è un affresco di un allievo di Tommaso da Modena, il Maestro di Feltre: Madonna e quattro santi, del 1351.
La chiesa ospita le tombe di alcune persone celebri: Pietro Alighieri e Francesca Petrarca i più importanti. 
- Il primo, figlio di Dante Alighieri, era un giudice, poeta e commentatore della Comedia, residente a Verona, che morì a Treviso durante un soggiorno in città nel 1364. La sua arca sepolcrale, scolpita da Filiberto de Sanctis, era in origine collocata nel chiostro della chiesa di Santa Margherita, degli Eremitani. Sormontano il monumento funebre gli affreschi attribuiti ad Andrea di Bartolo, raffiguranti San Francesco e angeli musicanti.
- La seconda, figlia di Francesco Petrarca, morì di parto a Treviso nel 1384. La lastra sepolcrale presenta un'iscrizione in latino, dettata dal marito della donna, Francesco da Brossano, funzionario presso Francesco da Carrara.

Dalla chiesa provengono la Sacra conversazione (1480) di Alvise Vivarini, il San Sebastiano e santi (1500) di Giovanni Mansueti e l'Incontro di Gioacchino e Anna con san Luigi IX e santa Libera (1515) di Carpaccio oggi alle Gallerie dell'Accademia di Venezia.
All'esterno della chiesa troviamo la statua di San Francesco opera dello scultore contemporaneo Roberto Cremesini.
Nel braccio di destra del transetto, si trova l'organo a canne Mascioni opus 798, costruito nel 1960. Lo strumento è a trasmissione elettrica e la sua consolle, avente due tastiere e pedaliera, è collocata a pavimento nella navata.

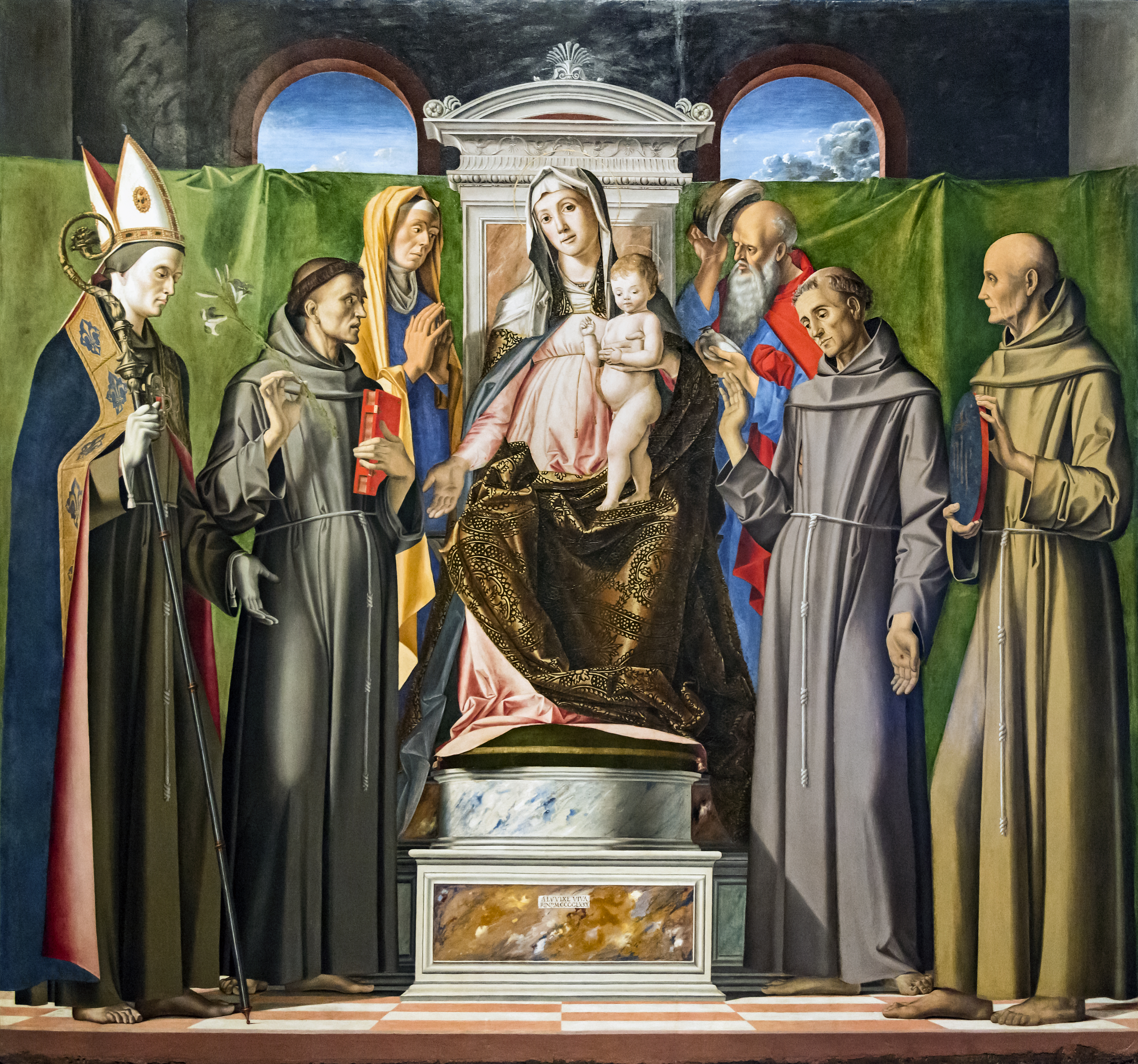
Alvise Vivarini, Madonna col Bambino in trono e i santi Ludovico da Tolosa, Antonio da Padova, Anna, Gioacchino, Francesco e Bernardino da Siena, 1480
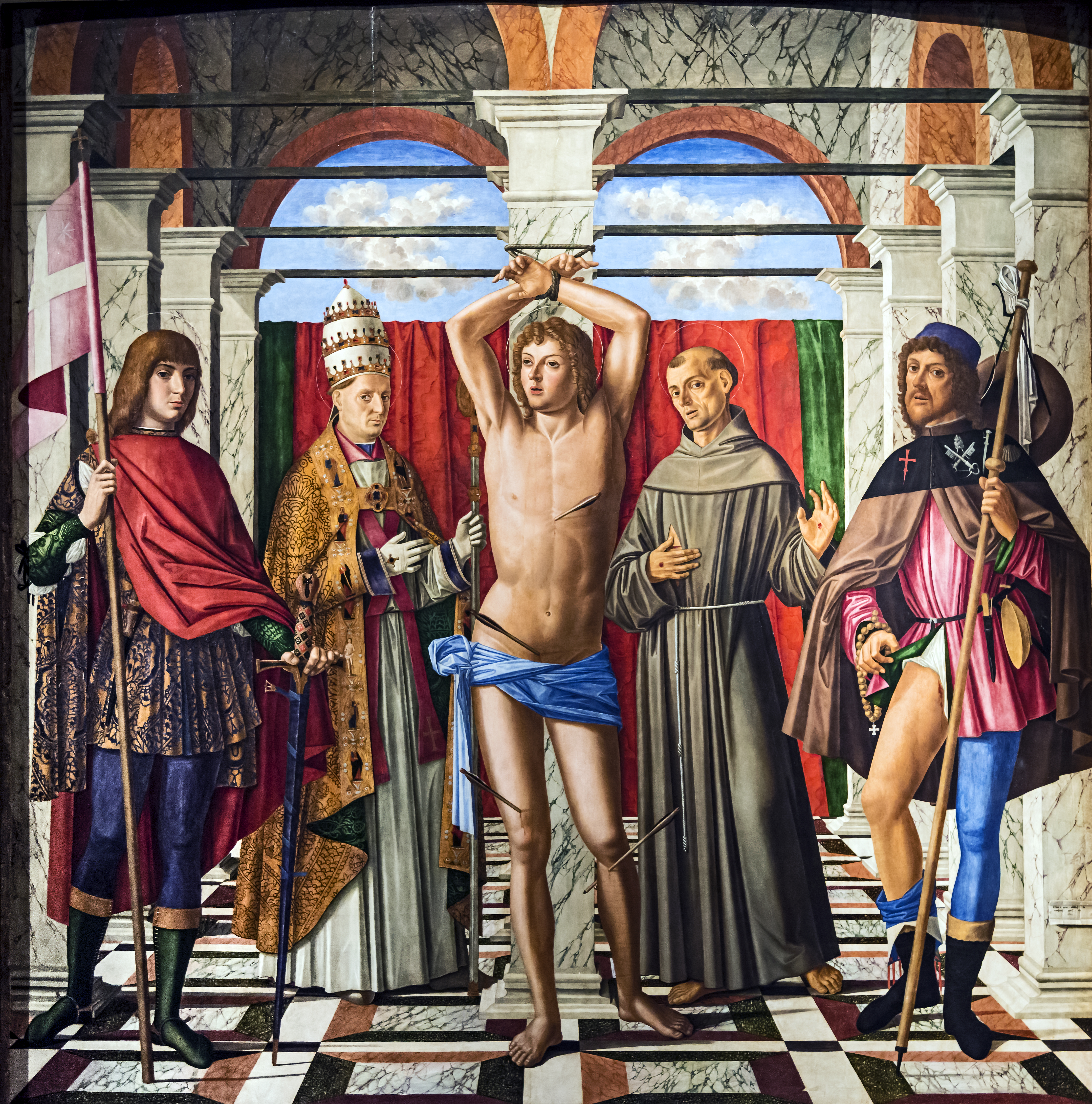
Giovanni Mansueti, San Sebastiano tra i santi Liberale, Gregorio, Francesco e Rocco, 1500
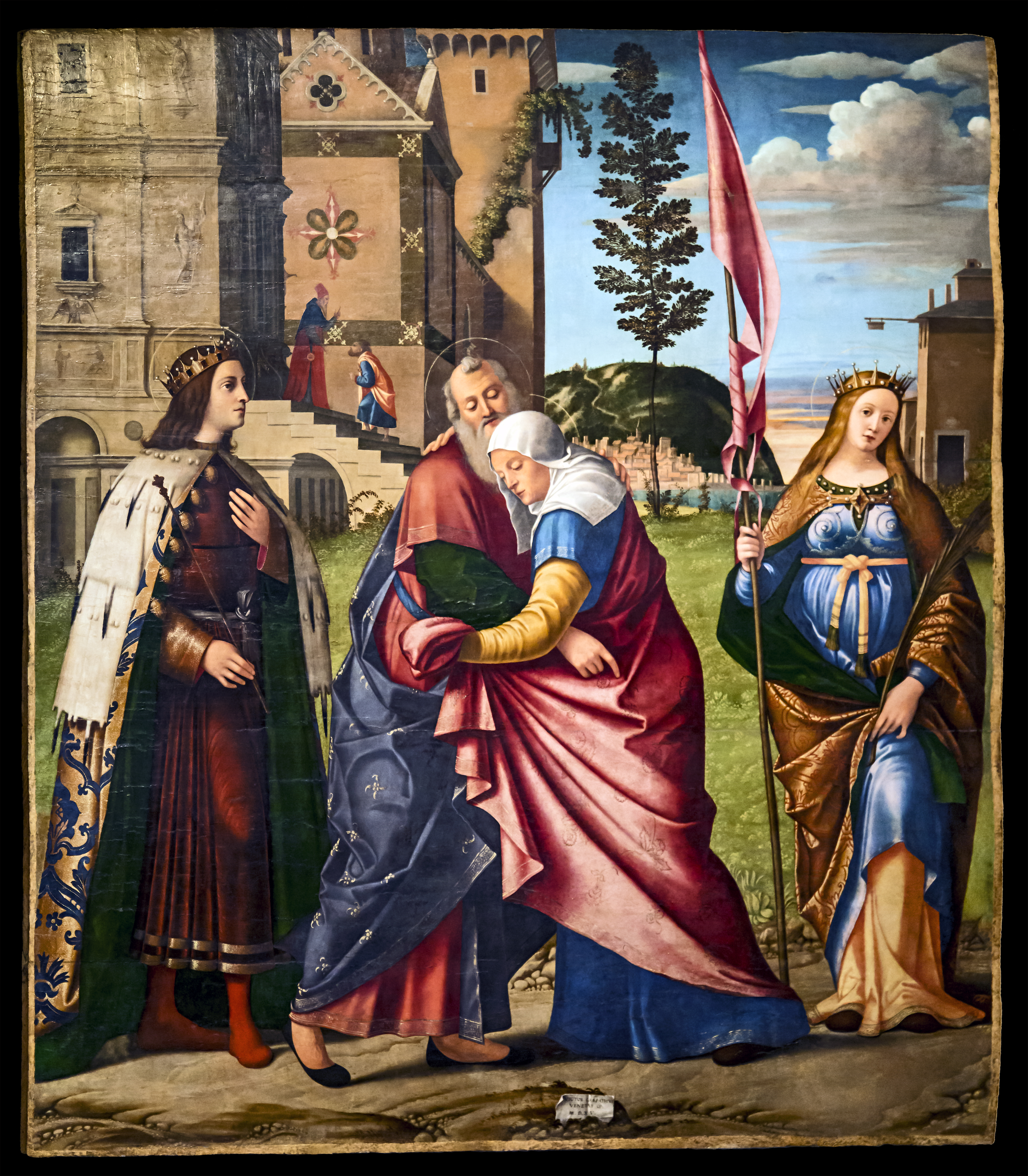
Vittore Carpaccio, Incontro di Gioacchino e Anna con san Luigi IX e santa Libera, 1515

## Altre immagini

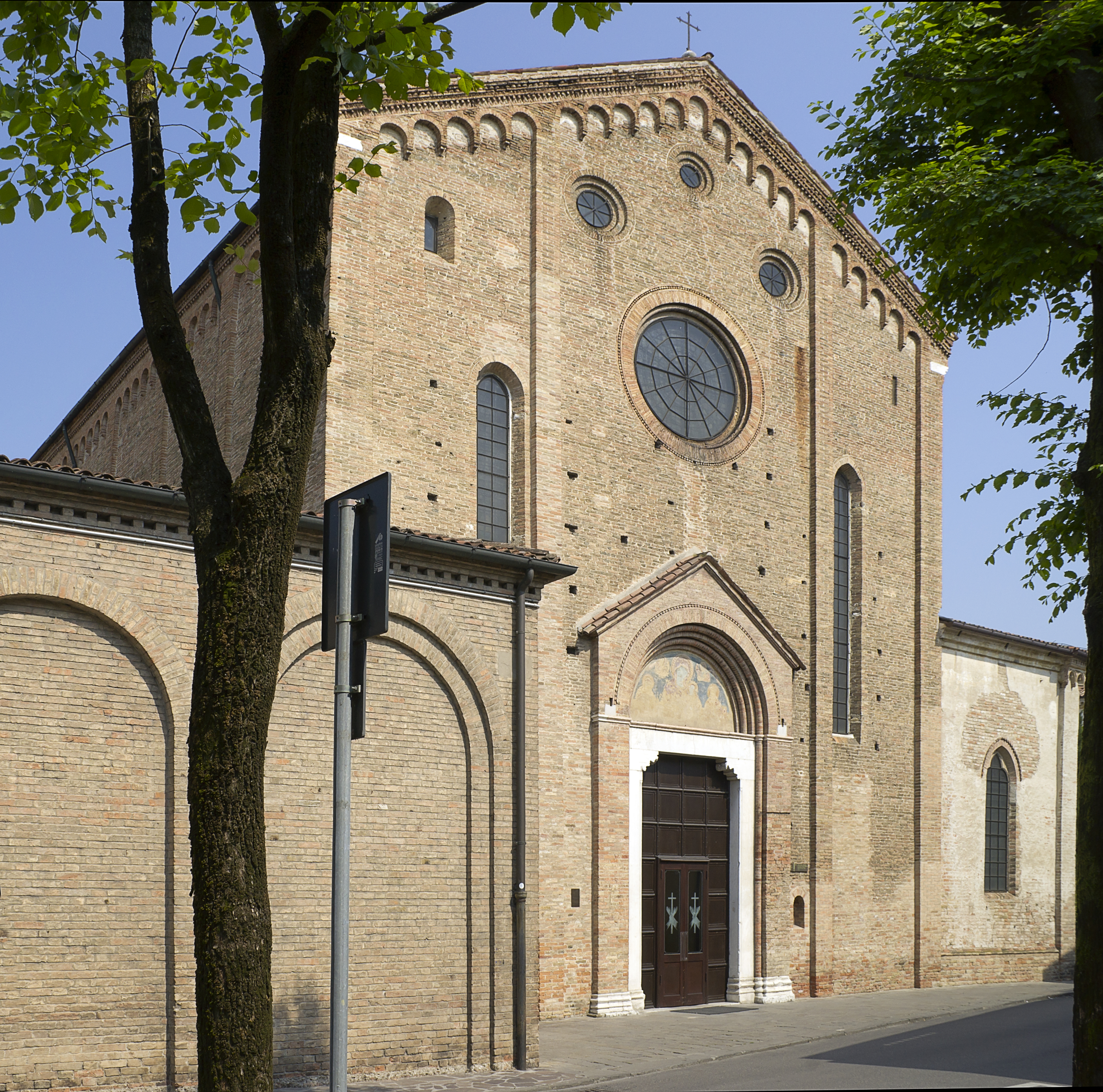
Facciata
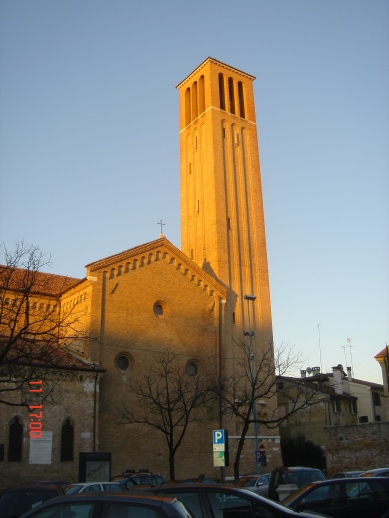
Abside e campanile
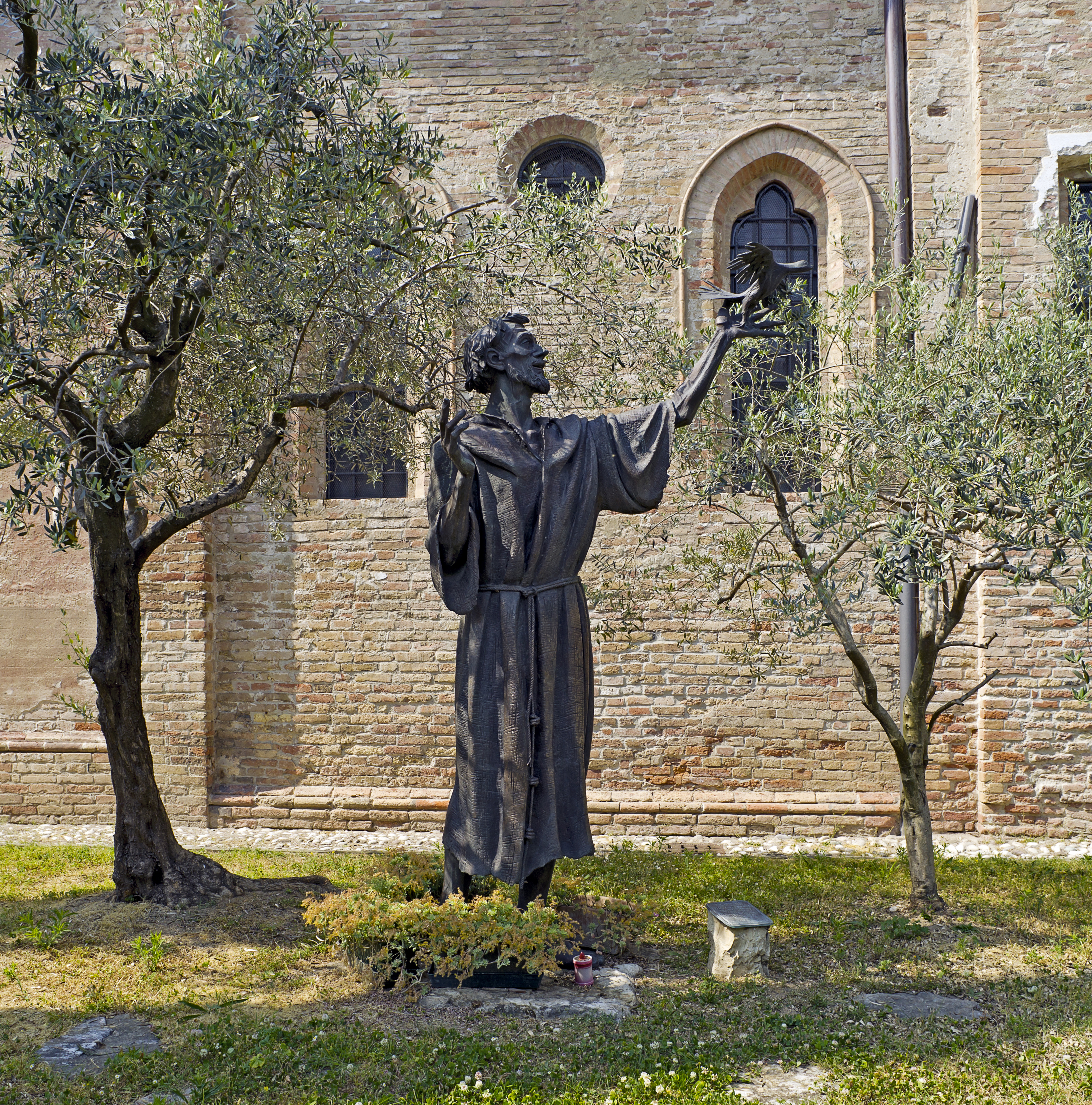
Statua di bronzo di San Francesco d'Assisi
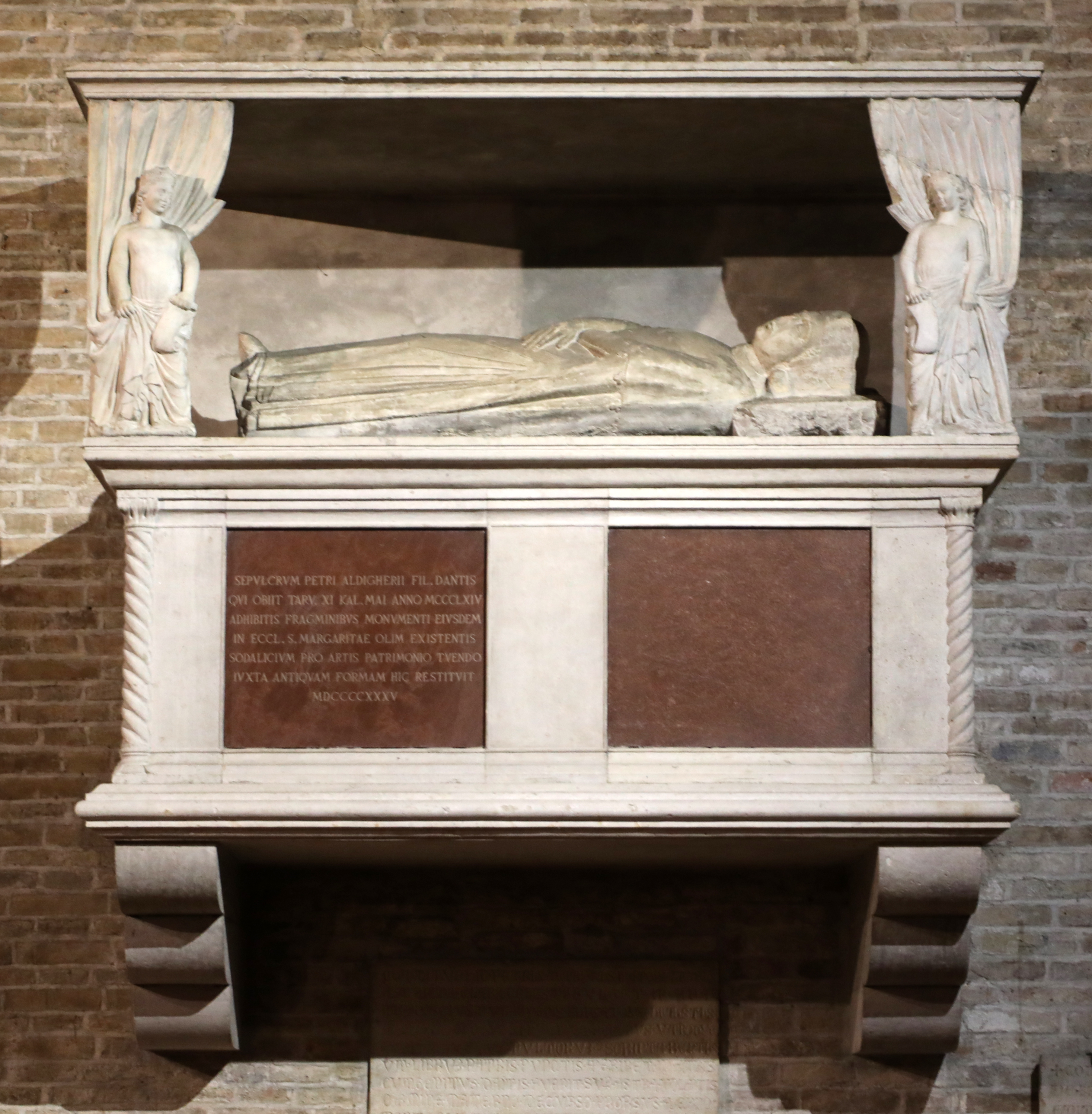
Tomba di Pietro Alighieri